# Cultura Masarana
A cultura Masarana desenvolveu-se no oásis Dakhleh muito após as chuvas terem regressado ao deserto ocidental; os achados, especialmente líticos, e os sítios foram divididos em três unidades culturais (A, B, C) que foram, em certo ponto, contemporâneas:
- Unidade A: Os sítios estão localizados na região norte do oásis, em um cume de arenito; os achados líticos são caracterizados por lâminas, lamelas, entalhes, denticulados, furadores e mós de sílex e quartzito;[1]
- Unidade B: Os sítios estão localizados principalmente ao norte do cume de arenito sendo caracterizados por superfícies dispersas em bacias rasas com presença de fornos de arenito; os líticos são reformulações da unidade anterior tendo ocorrido uma diminuição da gama de ferramentas; há cascas de ovo de avestruz;[1]
- Unidade C: Os sítios estão confinados no sudoeste do deserto e são caracterizados pela presença de estruturas circulares de pedra em covas rasas (possíveis cabanas), silos e fornos de arenito; há presença de mós, contas de casca de ovo de avestruz e ferramentas de pedra calcária.[1] A subsistência era baseada na caça (bubalinas, gazelas, bovídeos, elefantes) e pesca.[1]